# 卢小青
卢小青（1968年9月—），女，汉族，浙江东阳人，中华人民共和国政治人物。曾任江西省人民政府副省长，现任江西省委常委、宣传部部长。